# Magical Drop (serie)
Magical Drop (マジカルドロップ?, Majikaru Doroppu), spesso citato anche come MagiDro (マジドロ?), è una serie di videogiochi rompicapo pubblicati all'inizio per cabinati arcade e successivamente anche per altre piattaforme, tra cui Neo Geo, Super Famicom, Sega Saturn, PlayStation, Bandai WonderSwan, Game Boy Color e Neo Geo Pocket Color. La maggior parte dei suoi capitoli è stata sviluppata da Data East.

## Modalità di gioco
Da un campo rettangolare bisogna abbinare per colore delle pile di sfere che cadono dall'alto. Lo schermo è diviso verticalmente a metà per due giocatori e si deve costringere l'avversario (sia esso il computer o un altro utente) alla sconfitta, che avviene nel momento in cui una sola sfera tocca il fondo del campo dalla sua parte. Esse possono essere raccolte dal clown manovrato in basso dal giocatore, attirandole verso di sé, anche più di una alla volta se dello stesso colore. Poi il clown medesimo le può rilanciare tutte insieme verso l'alto, rimettendole in una delle pile.
Le sfere vengono rimosse quando tre o più di un colore sono messe insieme su un'unica colonna. Le catene si formano quando una singola combinazione di colori genera appunto una reazione di ulteriori combinazioni, oppure quando più gruppi vengono eliminati in rapida successione; una volta eseguite le catene, esse fanno scendere più velocemente in basso le pile dell'avversario.
Il personaggio di ciascun giocatore appare come sfondo animato della rispettiva area. Nel corso della serie sono comparsi in totale 24 personaggi giocabili, tutti (ad eccezione di Black Pierrot) ispirati ai nomi delle carte dei tarocchi (per la precisione gli Arcani maggiori); tra queste, la carta della Forza è l'unica a essere stata rappresentata da due personaggi all'interno del franchise. Ogni personaggio ha uno specifico schema di attacco e le colonne della pila dell'avversario scenderanno a velocità diverse tra loro a seconda del proprio selezionato. Ciò provoca una disgiunzione dei colori che potrebbe rendere più difficile per l'altro svuotare le proprie pile di sfere.

## Videogiochi
- Magical Drop (1995) per arcade, Sega Saturn, Super Nintendo, PlayStation, anche noto come Chain Reaction in Occidente
- Magical Drop II (1996) per Neo Geo, Neo Geo CD, Super Nintendo, Sega Saturn
- Magical Drop III (1996) per Neo Geo, Sega Saturn, PlayStation, Neo Geo Pocket Color (Magical Drop Pocket), Game Boy Color (Magical Drop), PC
- Magical Drop F - Daibōken mo Rakujyanai! (マジカルドロップF・大冒険もラクじゃない!?) (1999) per PlayStation, uscito esclusivamente in Giappone. Esso presenta l'intero cast di personaggi di Magical Drop III e include oggetti specifici per ognuno di essi, offrendo ai giocatori abilità peculiari durante il gioco. In questo capitolo l'"Adventure Mode" viene rimpiazzata da una modalità RPG.
- Magical Drop (1999) per WonderSwan, riutilizza la musica e le grafiche aggiornate di Magical Drop F
- Magical Drop DX (2004) per telefoni cellulari, versione basata soprattutto su Magical Drop II
- Magical Drop Touch (2009) per dispositivi iOS e Android. Pubblicato da G-mode, il titolo è stato specificamente progettato per il touch screen e l'inclinazione dello schermo e incorpora solo 6 personaggi dei primi 2 capitoli. A partire dal 30 marzo 2012 questo titolo non è più disponibile.
- Magical Drop V (2012) per PC
- Magical Drop VI (2023) per Steam e Nintendo Switch

## Storia
Magical Drop è basato su un videogioco chiamato Drop-Drop, creato dall'azienda russa Russ Ltd.
Nel 1995 Data East pubblicò il primo capitolo della serie come versione per cabinati a gettoni del suddetto videogioco, intitolandolo Magical Drop (al di fuori del Giappone venne ribattezzato Chain Reaction); esso ricevette delle conversioni per console casalinghe, che però non furono distribuite al di fuori del Giappone. In seguito la serie divenne molto popolare tramite i successivi due capitoli pubblicati per Neo Geo, Magical Drop II e Magical Drop III, grazie anche alla diffusione della piattaforma Neo Geo. Diversamente dal primo Magical Drop, entrambi furono convertiti per console casalinghe in tutto il mondo, comprese quelle portatili (vennero infatti pubblicati Magical Drop Pocket per Neo Geo Pocket Color nel 1999 e Magical Drop per Game Boy Color nel 2000).
Successivamente G-mode acquisì i diritti intellettuali di Magical Drop,  insieme a molti altri franchise e titoli posseduti in precedenza da Data East. Mentre Data East dichiarò bancarotta nel 2003, altri editori ripubblicarono i titoli PlayStation Magical Drop 3 + Wonderful e Magical Drop F. Magical Drop II e Magical Drop III erano disponibili anche sul servizio in abbonamento GameTap. Nel 2007 la versione per Super Famicom del primo capitolo di Magical Drop venne ripubblicata da G-mode in Giappone su Virtual Console per essere giocabile su Nintendo Wii. Nel 2009 vennero pubblicate le versioni di Magical Drop per smartphone Android e iPhone (rispettivamente nei mesi di maggio e settembre).
Il 25 maggio 2010 G-mode pubblicò su Virtual Console Magical Drop II. Nello stesso anno Magical Drop III venne incluso all'interno di Data East Arcade Classics, pubblicato su Virtual Console in Giappone il 6 luglio. Durante l'E3 del 2011 UTV Ignition Entertainment annunciò un nuovo capitolo della serie, Magical Drop V; curato dallo sviluppatore francese Golgoth Studio, venne pubblicato esclusivamente per PC il 15 novembre 2012.

## Personaggi

### Introdotti inMagical Drop
- Fool (Il Matto): un ometto che indossa una veste viola. Compare sempre con un gatto, il quale condivide i suoi stessi modi di fare. Nel suo finale in Magical Drop II viene rivelato che in realtà esistono due Matti e sono fratelli.
- Magician (Il Mago): un giovane uomo con una vena narcisistica. Anche se sembra maturo, ha un assurdo senso dell'umorismo.
- High Priestess (La Papessa): una giovane donna colta che trascorre la maggior parte del suo tempo a leggere libri.
- Chariot (Il Carro): un cavaliere focoso che non ha paura e non si tira mai indietro di fronte al pericolo.
- Devil (Il Diavolo): un ragazzo dispettoso con tratti demoniaci quali corna e ali di drago.
- Star (La Stella): una ragazza che porta due brocche d'acqua. Mentre è allegra, può anche trasformarsi in una piagnucolona.
- World (Il Mondo): una donna simile a una dea, con tre occhi e un nastro che copre alcune parti del suo corpo. Nell'originale Magical Drop era il boss finale e non era tra i personaggi giocabili (a differenza dei capitoli successivi).

### Introdotti inMagical Drop II
- Justice (La Giustizia): una ragazza adolescente con un forte senso della giustizia.
- Strength (La Forza): un uomo muscoloso che indossa dei bracciali con spuntoni di ferro. Spesso viene citato anche come Father Strength.
- Empress (L'Imperatrice): una donna malvagia che indossa un abito da dominatrice, sebbene in origine fosse una donna gentile. Ha esordito in Magical Drop II come boss finale.
- Black Pierrot: un demone malvagio, simile a un giullare, che funge da boss segreto del gioco. È il responsabile della corruzione di Empress.

### Introdotti inMagical Drop III
- Emperor (L'Imperatore)
- Hierophant (Il Papa)
- Lovers (Gli Amanti)
- Young Strength (La Forza in versione giovane, figlia adottiva di Father Strength)
- Death (La Morte)
- Temperance (La Temperanza)
- Sun (Il Sole)
- Judgement (Il Giudizio)
- Hermit (L'Eremita)
- Moon (La Luna)
- Hanged Man (L'Appeso)
- Tower (La Torre)
- Wheel of Fortune (La Ruota della Fortuna)